# بول بلاك (مؤلف)
بول بلاك (بالإنجليزية: Paul Black)‏ (22 يوليو 1957، هينديل في الولايات المتحدة)؛ فنان وروائي أمريكي.